# Тромеђа (Куманово)
Тромеђа (мкд. Тромеѓа) је насеље у Северној Македонији, у северном делу државе. Тромеђа припада општини Куманово.
Тромеђа има велики значај за српску заједницу у Северној Македонији, пошто Срби чине значајну мањину у насељу.

## Географија
Тромеђа је смештена у северном делу Северне Македоније. Од најближег града, Куманова, село је удаљено 5 km источно.
Село Тромеђа се налази у историјској области Жеглигово, у равничарском крају, на приближно 380 метара надморске висине. Северно од насеља издиже се планина Рујен.
Месна клима је континентална са слабим утицајем Егејског мора (жарка лета).

## Становништво
Тромеђа је према последњем попису из 2021. године имала 1.187 становника.
Претежна вероисповест месног становништва је православље.
| Национални састав према попису из 2021.‍ | Национални састав према попису из 2021.‍ | Национални састав према попису из 2021.‍ | Национални састав према попису из 2021.‍ | Национални састав према попису из 2021.‍ |
| --------------------------------------- | --------------------------------------- | --------------------------------------- | --------------------------------------- | --------------------------------------- |
|                                         |                                         |                                         |                                         |                                         |
| Македонци                               | Македонци                               |                                         | 757                                     | 63,8%                                   |
| Срби                                    | Срби                                    |                                         | 389                                     | 32,8%                                   |